# Heteropoma
Heteropoma is een geslacht van weekdieren uit de klasse van de Gastropoda (slakken).

## Soorten
- Heteropoma fulvum (Quadras & Möllendorff, 1894)
- Heteropoma glabratum (Quadras & Möllendorff, 1894)
- Heteropoma pyramis (Quadras & Möllendorff, 1894)
- Heteropoma quadrasi (Möllendorff, 1894)
- Heteropoma tuberculatum (Quadras & Möllendorff, 1894)
- Heteropoma turritum (Quadras & Möllendorff, 1894)